# Psara (F-454)
Pour les autres navires du même nom, voir HS Psara.
Le Psara (F-454) (grec moderne : Φ/Γ Ψαρά) est une frégate de la classe Hydra en service dans la marine hellénique depuis 1998. Le navire est construit par Hellenic Shipyards Co. à Skaramangás. Il s'agit du cinquième navire de la marine hellénique à porter le nom de Psara.

## Historique
Le navire participa à diverses opérations de l'OTAN et internationales telles que les opérations Sharp Guard, Decisive Enhancement et Enduring Freedom.
Le 29 mars 2009, en tant que navire amiral de l'opération Atalante, le Psara participe à la capture de pirates somaliens fuyant une tentative infructueuse de détournement du tanker allemand Spessart, accompagné des navires HNLMS De Zeven Provinciën, Victoria et USS Boxer.
Le 19 juin 2024, en réponse à la crise de la mer Rouge, le Psara est déployé en mer Rouge pour protéger les navires des attaques des Houthis dans le cadre de l'opération Aspides de l'Union européenne. Le navire est équipé de nouveaux systèmes de guerre électronique et anti-drone pour la mission.